# Neuenkirchen (powiat Heidekreis)
Neuenkirchen – gmina samodzielna (niem. Einheitsgemeinde) w Niemczech, w kraju związkowym Dolna Saksonia, w powiecie Heidekreis. Gmina położona jest na terenie Pustaci Lüneburskiej.

## Części gminy
- Behningen
- Brochdorf
- Delmsen
- Gilmerdingen
- Grauen
- Ilhorn
- Neuenkirchen
- Schwalingen
- Sprengel
- Tewel